# Precisión

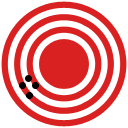
Alta precision pero bajo acierto

En ingeniería, ciencia, industria y estadística, se denomina precisión a la capacidad de un instrumento de dar el mismo resultado en mediciones diferentes realizadas en las mismas condiciones. Esta cualidad debe evaluarse a corto plazo. No debe confundirse con exactitud ni con reproducibilidad.
La precisión refleja la proximidad de distintas medidas entre sí, y es función exclusiva de los errores accidentales.
Es un parámetro relevante, especialmente en la investigación de fenómenos físicos, ámbito en el cual los resultados se expresan como un número más una indicación del error máximo estimado para la magnitud. Es decir, se indica una zona dentro de la cual está comprendido el verdadero valor de la magnitud.
En informática, se denomina asimismo precisión al número de bits usados para representar un valor. En general, en un sistema computacional la precisión está dada por el valor del dígito menos significativo de una palabra digital que representa un número con una escala y en un tipo de dato definido. Visto desde otra perspectiva, equivale a la diferencia entre dos valores sucesivos representables en el tipo de dato y escala del número.